# Благовест Сендов
Благовест Христов Сендов е български математик, политик и дипломат. Академик на Българска академия на науките. Той е ректор на Софийския университет в периода 1973 – 1979 г.

## Биография
Роден е на 8 февруари 1932 година в Станимака. По майчина линия принадлежи към големия Ушев род от Банско. Завършва висше образование по специалност „Математика“ в Софийския университет през 1956 г. Специализира по числени методи в Московския университет „Ломоносов“ (1960 – 1961) и изчислителна математика в Лондон (1968). Защитава дисертация за научна степен кандидат на науките (1964) и дисертация за научна степен доктор на науките (1967) в Математическия институт „Стеклов“ в Москва. Умира на 19 януари 2020 г.

## Научна кариера
През 1957-1958 е учител - с. Бобошево, а след това и  в Елин Пелин. След дипломирането си е преподавател по математика. Развива научна кариера в СУ:  става асистент по алгебра (1958) доцент по числени методи (1963), професор по математика (1968). Декан на Факултета по математика (1970 – 1973) и ректор (1973 – 1979) на СУ.
Той има не по-малко успешно развитие и в Българската академия на науките – старши математик към катедрата по висш анализ на щата на Изчислителния център към БАН и МНП (1961 – 1963), ръководител на секция Числени методи (1967 – 1970), зам.-директор на Института по математика с Изчислителен център (1967 – 1970; дн. ИМИ);
Член-кореспондент от (1974), академик (1981), зам.-председател и гл. научен секретар (1982 – 1988) и председател на БАН (1988 – 1991). Директор на Центъра по информатика и компютърни технологии на БАН (1991 – 1993).
По време на интеграцията (1970 – 1988) на Математическия факултет (дн. ФМИ) на Софийския университет и Математическия институт с Изчислителен център (дн. ИМИ) на БАН в Единен център по математика и механика (ЕЦММ), Бл. Сендов заема длъжностите: зам.-директор (1970 – 1973) и ръководител на секторите Математическо моделиране (1971 – 1988), Теория на управлението и операционните изследвания (1972 – 1978), Математическо образование (1981 – 1983).
Автор е на повече от 270 научни публикации, 30 учебника, 7 монографии в математически и близки области като теорията на апроксимациите, компютърните науки, математическото моделиране в биологията, компютърната геометрия и други.
Популяризатор на информатиката. Бл. Сендов не само води активни научни изследвания, но полага усилия и за популяризирнето на информатиката в България – участва в радиошколи, в телевизионни предавания, в пропагандирането на компютрите и приложенията на математиката, пише популярни статии, брошури, книги. Още в зората на информатиката в България написва книгите Машини–помощници на човешкия ум (1963), Електронни сметачни машини (1966; в съвторство), Изчислителна математика – стара и нова (1972) и др. По негова инициатива, изчислителната математика навлиза и в средното образование. Министерството на просветата организира курсове в София за учители от страната, на които те слушат лекции по Числени методи в различни области на математиката. В тяхна помощ, през 1972 г., под общата редакция на Бл. Сендов, излизат първите учебници в областта на изчислителната математика за Х и ХI клас на гимназиите.

## Сендовска система
Освен с политическите и научните си изяви Благовест Сендов е известен и с образователния експеримент на тогавашната Проблемна група по образованието (ПГО), наричан разговорно Сендовска система, който инициира, докато е ректор на Софийския университет.
ПГО предлага образователна система, въведена експериментално в 30 училища след решение на пленум по образованието през 1979 г. Системата предлага нови методи на обучение, както и с промяна в учебното съдържание по класове. Учебниците са големи и илюстрирани от графика Доньо Донев. Част от изучаваните предмети от масовата образователната система са обединени, например в началния курс предметът „Природа“ обединява изучаването на биология, химия, физика и география, а „Чета, пиша, смятам“ – математика, български език и литература. От V клас се учи програмиране, като за целта се използва популярният за образователни нужди език Logo. Обучението се провежда целодневно. До V клас учениците не са писмено оценявани. В някои училища ученици започват обучение на 6-годишна възраст.
Новаторският образователен процес е замислен с цел демократизация на обучението, което да преминава с лекота под формата на игра и забавление. Въпреки това проектът среща неодобрение, най-вече от страна на родители и в интелектуалните среди, а заради включените произведения на Джани Родари е наречен „прозападен“ и Съюзът на българските писатели организира подписка против проекта.

## Политическа кариера
Макар да е безпартиен и син на „враг на народа“, Сендов е избиран многократно за народен представител още при социализма. От 1986 г. е заместник-председател на Съвета за духовно развитие (надминистерски орган) при Министерския съвет, както и председател на Съвета за наука (подминистерски орган).
Участва като независим в работата на Кръглата маса през 1990 г. Парламентарната му кариера продължава в рамките на доминирани от БСП формации. Председател (1995 – 1997) и заместник-председател (1997 – 2004) на Народното събрание.
Сендов се кандидатира за президент на изборите през 1992 г. с вицепрезидент Огнян Сапарев. Събират 2,24 % от гласовете. Посланик е в Япония от 2004 до 2009 г. и във Филипините (20 април 2006 – 19 септември 2014).
През май 2010 г., в разгара на протестите на учените от Българската академия на науките срещу заявените от министър Сергей Игнатов намерения за разформироване на академията и преминаване на всички изследователски звена на пряко подчинение на министерствата, акад. Сендов предлага и съгласува с министър Игнатов проектозакон за БАН, който започва с промяна в чл. 1 от действалия закон:
Текст по тогавашния Закон за БАН:
Чл. 1. (1) Българската академия на науките е национална автономна организация за научни изследвания, която обхваща академичните институти и други самостоятелни структурни звена.
В проектозакона за БАН на акад. Б. Сендов предлага преформулиран текст:
Чл. 1. (1) Българската академия на науките е национален център за научни изследвания, който продължава вековната традиция на Академията да съдейства за духовното и веществено обогатяване на българския народ.
(2) БАН се оглавява от председател, който се избира от нейните членове, и се ръководи от управител, който се назначава от Правителството и участва в заседанията на Министерския съвет.